# Pseudogriphoneura nigripennis
Pseudogriphoneura nigripennis är en tvåvingeart som beskrevs av Friedrich Georg Hendel 1926. Pseudogriphoneura nigripennis ingår i släktet Pseudogriphoneura och familjen lövflugor.
Artens utbredningsområde är Peru. Inga underarter finns listade i Catalogue of Life.